# (5315) Balʹmont
(5315) Balʹmont es un asteroide perteneciente al cinturón de asteroides, descubierto el 16 de septiembre de 1982 por la astrónoma soviética Liudmila Chernyj desde el Observatorio Astrofísico de Crimea (República de Crimea), Rusia).

## Designación y nombre
Designado provisionalmente como 1982 SV5. Fue nombrado Balʹmont en honor al poeta ruso Konstantín Balmont.